# Марикопа (округ)
Марико́па (англ. Maricopa County) — округ в центральной части штата Аризона, США. Численность населения в 2008 году составила 3 954 598 человек. По этому показателю занимает четвёртое место среди округов страны. Здесь проживает больше половины населения штата. Одним из быстрорастущих городов округа является Гудиер.

## История
В 1954 году округ был награждён премией All-America City Award (с англ. — «Всеамериканский город») присуждаемой Национальной гражданской лигой, которую неофициально называют «Нобелевской премией за конструктивное гражданство» и которая выдается за активную гражданскую позицию жителей Соединённых Штатов в жизни местного самоуправления. 

## География
Из общей площади в 23 891 квадратный километр, 0,23 % территории занимает водная поверхность.

## Демография
По данным переписи 2000 года в округе насчитывалось 3 072 149 человек, 1 132 886 семей. Средняя плотность населения составляла 334 человек на квадратную милю (129/km ²).
Расовый состав:
- Белые американцы — 77,35 %
- Афроамериканцы — 3,73 %
- Индейцы — 1,85 %
- Выходцы из Азиатских стран — 2,13 %
- Выходцы из Океании — 0,14 %
- Прочие расы — 11,86 %

29,5 % — латиноамериканцы. 19,1 % говорят дома по-испански.
С 1992 года по 2016 год шерифом округа был Джозеф Арпайо, получивший общеамериканскую известность благодаря своей жёсткой политике в отношении правонарушителей, а также благодаря его оспариванию законности избрания президентом США Барака Обамы.